# Dipoena setosa
Dipoena setosa là một loài nhện trong họ Theridiidae.
Loài này thuộc chi Dipoena. Dipoena setosa được Vernon Victor Hickman miêu tả năm 1951.